# Rue Schwendi (Colmar)
Pour les articles homonymes, voir Rue Schwendi.
La rue Schwendi est une voie de la commune française de Colmar.

## Situation et accès
Cette voie de circulation, d'une longueur de 370 m, se trouve dans le quartier centre.
On y accède par le boulevard Saint-Pierre, les rues Turenne, de l'Est, de l'Abattoir et la route de Bâle.
Cette voie n'est pas desservie par les bus de la TRACE.

## Origine du nom
La rue doit son nom au diplomate et général Lazare de Schwendi (1522 - 1583).

## Bâtiments remarquables et lieux de mémoire
Dans cette rue se trouvent des édifices remarquables[Lesquels ?].

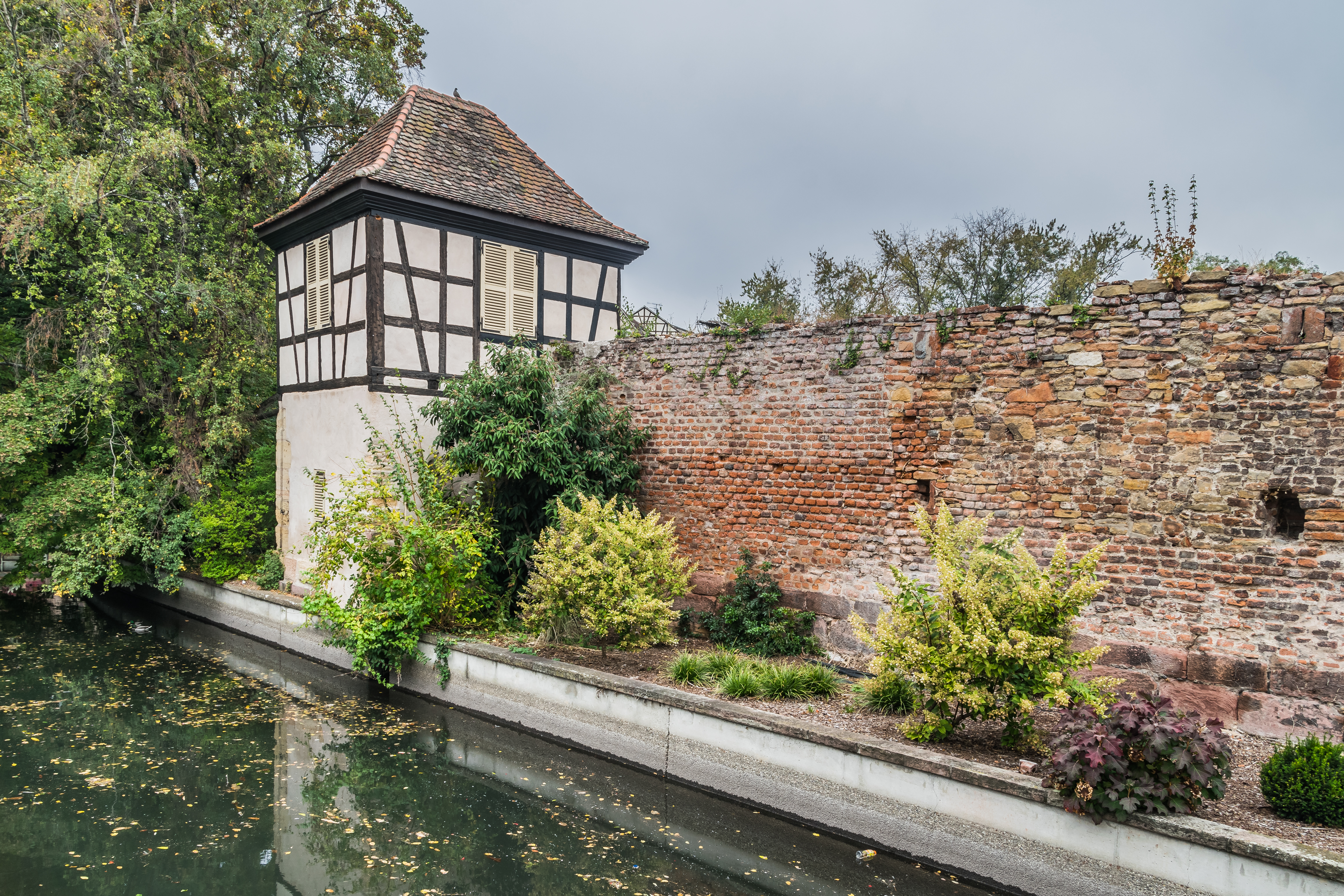
Enceintes médiévales (1220) Inscrit MH (1929)